# Ігор Стефанович
Ігор Стефанович (серб. Igor Stefanović/Игор Стефановић, нар. 17 липня 1987, Сврліг) — сербський футболіст, воротар португальського «Лейшойша». Виступав за молодіжну збірну Сербії.

## Клубна кар'єра
Народився 17 липня 1987 року в місті Сврліг. Вихованець футбольної школи клубу «Раднички» (Ниш). Дорослу футбольну кар'єру розпочав 2004 року в основній команді того ж клубу, в якій провів три сезони, взявши участь у 51 матчі чемпіонату.
Згодом з 2007 по 2015 рік грав у складі команд «Земун», «Вождовац», «Борац» (Чачак), «Пролетер», «Вождовац», «Работнічкі», «Санта-Клара», «Порту Б», «Ароука», «Порту Б» та «Шавіш».
Своєю грою за останню команду привернув увагу представників тренерського штабу клубу «Морейренсе», до складу якого приєднався 2015 року. Відіграв за клуб з Морейра-де-Конегуш наступні два сезони своєї ігрової кар'єри.
Протягом 2017—2019 років захищав кольори клубів «Кордова» та «Ароука».
До складу клубу «Лейшойш» приєднався 2019 року.

## Виступи за збірні
2005 року дебютував у складі юнацької збірної Сербії і Чорногорії (U-19), загалом на юнацькому рівні взяв участь у трьох іграх.
Протягом 2006—2007 років залучався до складу молодіжної збірної Сербії. На молодіжному рівні зіграв у 4 офіційних матчах.